# Papijamento
Papijamento (ili papijamentu) je službeni i najšire rasprostranjeni jezik na karipskim ostrvima Aruba, Boner i Kurasao (tzv. „ABC ostrvima”). Papijamento se takođe govori na ostrvu Sint Eustatius.
Papijamento je kreolski jezik koji se razvio iz portugalskog s rječnikom preuzetim iz afričkih jezika, engleskog i domorodačkih jezika.

## Literatura
- Baptista, Marlyse (2009). On the development of nominal and verbal morphology in four lusophone creoles (seminar presentation given 6 November 2009, University of Pittsburgh).

## Spoljašnje veze
- Etnološki izveštaj
- Papiamento u engleskom rečniku
- Newspaper from Aruba
- La Prensa A Leading Curaçao Newspaper in Papiamentu
- Hasibokos I-News in Papiamento (and Dutch)
- Radio Curom Listen to Papiamentu Radio
- Papiamentu — history and grammatical features
- Papiamentu origins
- Bible Excerpt in Papiamentu
- Papiamentu Translator a simple online translation English — Papiamentu
- For a discussion about the origins of Papiamentu, see „Papiamentu facts”, an essay by Attila Narin.